# Sáta
Sáta là một thị trấn thuộc hạt Borsod-Abaúj-Zemplén, Hungary. Thị trấn này có diện tích 16,51 km², dân số năm 2010 là 1089 người, mật độ 66 người/km².